# Arp 302
Coordenadas:  14h 56m 54s, −24° 36′ 00″
Arp 302 (también llamada Galaxia del Signo de Exclamación) es una galaxia en la constelación de Bootes. Arp 302, también conocida como VV 340 o UGC 9618 consiste en dos galaxias espirales ricas en gas cerca de la colisión. Un gran montón de luces infrarrojas son radiadas por el gas de las estrellas más masivas de la galaxia. Arp 302 está localizada a 450 millones de años luz de la Tierra y es la galaxia número 302 del Atlas de galaxias peculiares.

## Imágenes de la galaxia

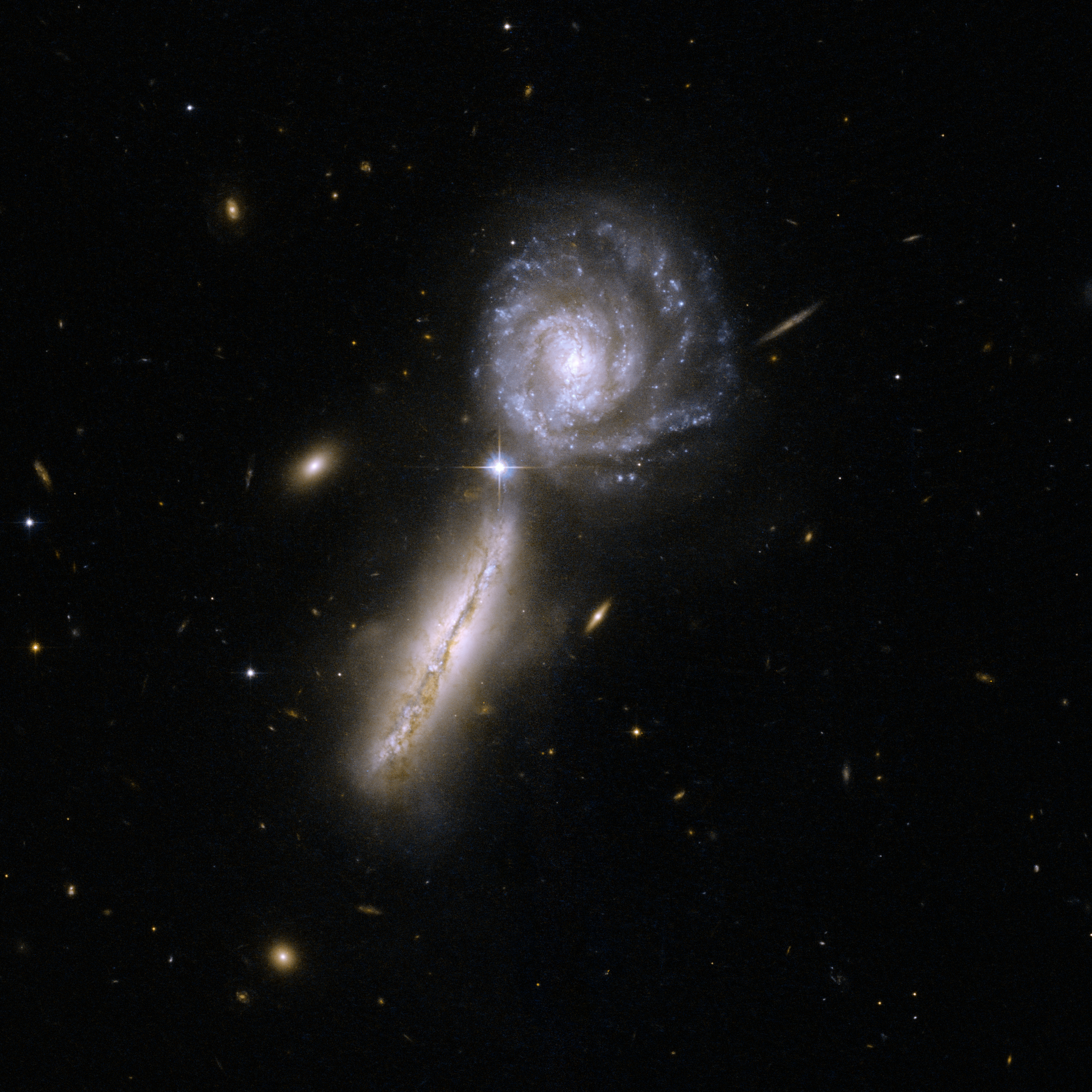
Un tour por la galaxia UGC 9618
- La galaxia UGC 9618 por el Telescopio Espacial Hubble
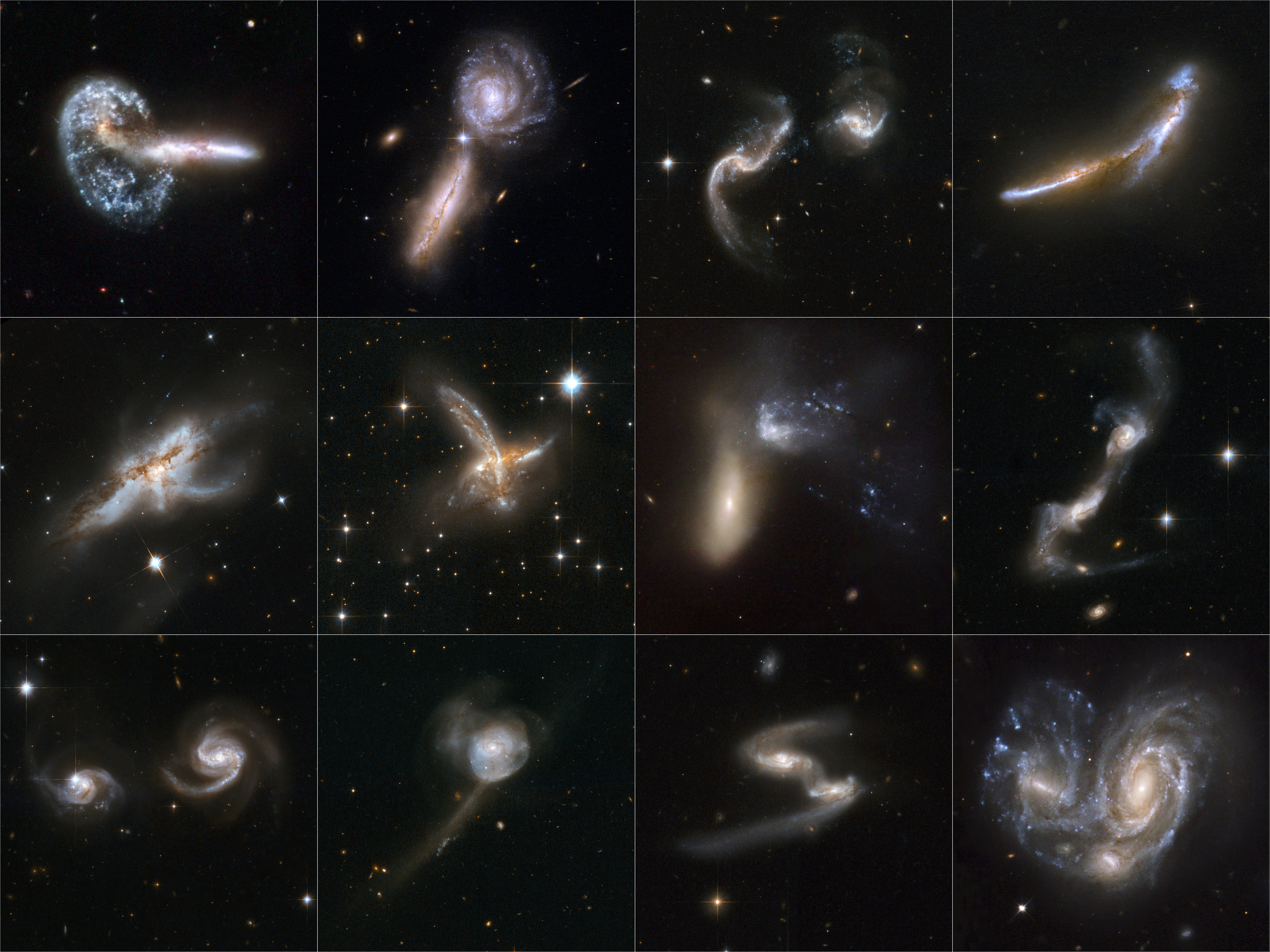
Galaxias que interactúan: Arp 148, VV 340, Arp 256, NGC 6670, NGC 6240, ESO 593-8, NGC 454, UGC 8338, NGC 6873, NGC 17, ESO 77-14, NGC 6050